# Michèle Tribalat
Michèle Tribalat (1950) è una saggista e demografa francese.
Direttrice dell'Institut national d'études démographiques, si è occupata particolarmente dei problemi dell'immigrazione islamica in Francia, e delle questioni attinenti all'assimilazione religiosa e l'integrazione.
Tra le sue opere: 
- Cent ans d'immigration, étrangers d'hier, Français d'aujourd'hui. Apport démographique, dynamique familiale et économique de l'immigration étrangère, Paris, Presses universitaires de France, Institut national d'études démographiques, 1991. ISBN 2-7332-0131-X
- Faire France: une grande enquête sur les immigrés et leurs enfants, préfazione di Marceau Long, Paris, La Découverte, 1995. ISBN 2-7071-2449-4
- De l'immigration à l'assimilation: enquête sur les populations d'origine étrangère en France (con la partecipazione di Patrick Simon e Benoît Riandey), Paris, La Découverte, 1996. ISBN 2-7071-2543-1
- Dreux, voyage au cœur du malaise français, Paris, Syros, 1999. ISBN 2-84146-707-4
- Face au Front national: arguments pour une contre-offensive (con Pierre-André Taguieff), Paris, La Découverte, 1998. ISBN 2-7071-2877-5
- La République et l'islam: entre crainte et aveuglement (con Jeanne-Hélène Kaltenbach), Paris, Gallimard, 2002 (Prix Biguet 2003). ISBN 2-07-076247-5